# Bursoplophora tyrrhenica
Bursoplophora tyrrhenica är en kvalsterart som beskrevs av Bernini 1983. Bursoplophora tyrrhenica ingår i släktet Bursoplophora och familjen Protoplophoridae. Inga underarter finns listade.